# Arenaria pentagyna
Arenaria pentagyna är en nejlikväxtart som beskrevs av Horace Bénédict Alfred Moquin-Tandon, Amp; Sesse och Dc. Arenaria pentagyna ingår i släktet narvar, och familjen nejlikväxter. Inga underarter finns listade i Catalogue of Life.